# Diocesi di Sebaste di Cilicia

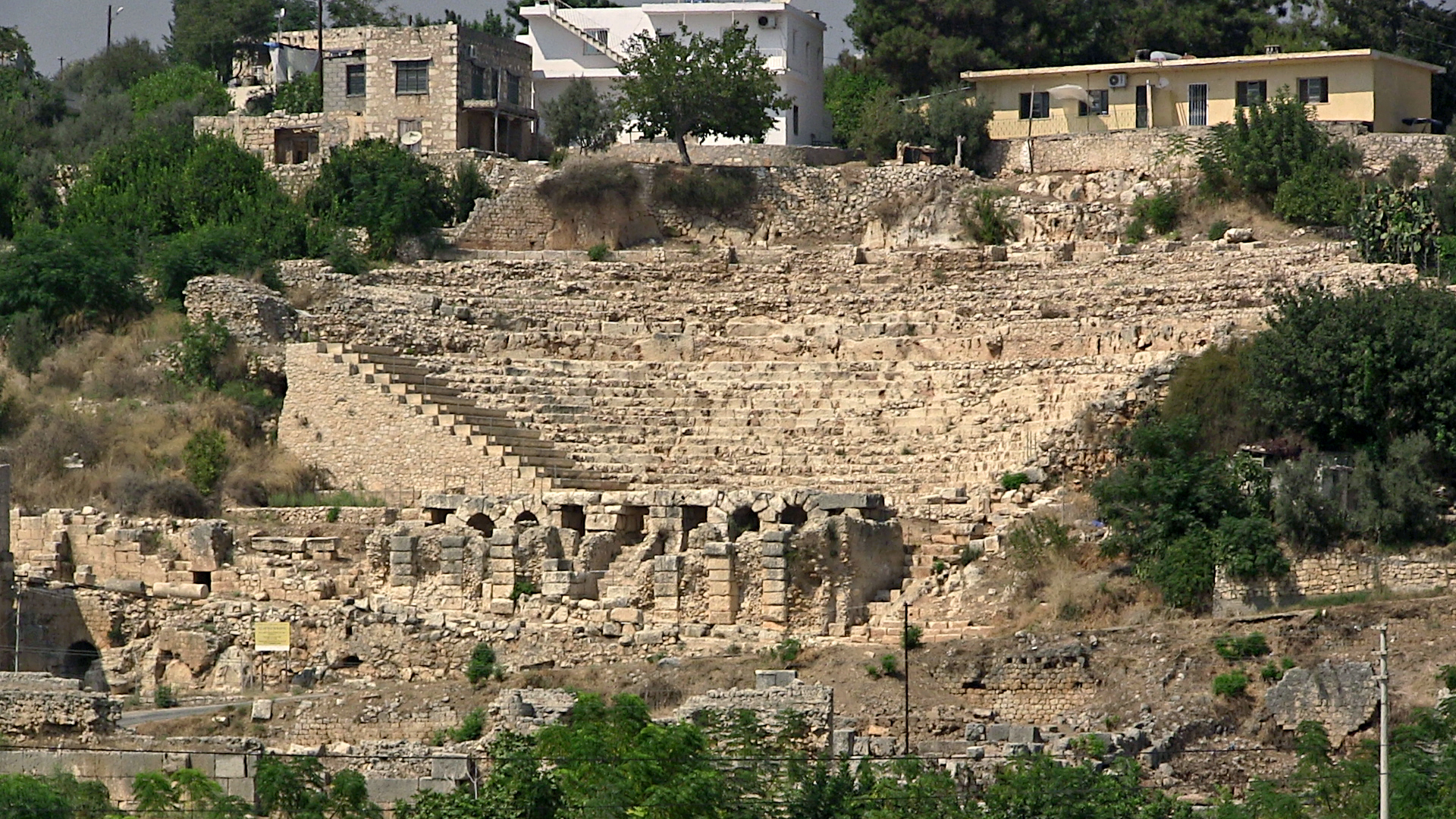
Il teatro di Elaiussa Sebaste.

La diocesi di Sebaste di Cilicia (in latino Dioecesis Sebastena in Cilicia) è una sede soppressa del patriarcato di Antiochia e una sede titolare della Chiesa cattolica.

## Storia
Sebaste di Cilicia, identificabile con le rovine nei pressi di Ayaş nella provincia di Mersin in Turchia, è un'antica sede episcopale della provincia romana della Cilicia Prima nella diocesi civile d'Oriente. Faceva parte del patriarcato di Antiochia ed era suffraganea dell'arcidiocesi di Tarso, come attestato da una Notitia episcopatuum datata alla seconda metà del VI secolo.
Il primo vescovo attribuito a questa antica sede vescovile è Minodoro, che prese parte al sinodo celebrato a Tarso nel 434 da alcuni vescovi anticirilliani della provincia della Cilicia Prima.
Segue, verso la metà del V secolo, il vescovo Alessandro, documentato in tre occasioni: partecipò al cosiddetto "brigantaggio" di Efeso del 449; il suo nome appare tra i firmatari degli atti del concilio di Calcedonia nel 451; infine, benché non sia indicata la sede di appartenenza, il nome di Alessandro è tra i firmatari nel 458 della lettera dei vescovi della Cilicia all'imperatore Leone in seguito all'uccisione del patriarca Proterio di Alessandria.
Le Quien assegna a questa diocesi anche il vescovo Anatolio, che intervenne al concilio di Costantinopoli nel 553; tuttavia lo stesso autore inserisce Anatolio anche nella serie episcopale dei vescovi di Sebaste di Frigia. L'edizione critica degli atti del concilio esclude le due diocesi precedenti e attribuisce invece questo vescovo alla diocesi di Sebaste di Palestina.
Dal XV secolo Sebaste di Cilicia è annoverata tra le sedi vescovili titolari della Chiesa cattolica; la sede è vacante dal 23 agosto 2000. Nel Novecento il titolo è stato assegnato a due abati di San Paolo fuori le mura, Ildebrando Vannucci e Cesario D'Amato.

## Cronotassi

### Vescovi greci
- Minodoro † (menzionato nel 434)
- Alessandro † (prima del 449 - dopo il 458)

### Vescovi titolari
I vescovi di Sebaste di Cilicia appaiono confusi con i vescovi di Sebaste di Palestina, perché nelle fonti citate le cronotassi delle due sedi non sono distinte.
- Hermann von Rethem, O.P. † (30 gennaio 1482 - 1507 deceduto)
- Dietrich Huls, O.F.M. † (9 luglio 1507 - 1527 deceduto)
- Gaspard de Savoie † (17 novembre 1510 - ?)
- Zaccaria Ferreri † (1518 - 5 settembre 1519 nominato vescovo di Guardialfiera)
- Johann Jakob Mirgel † (18 maggio 1598 - 22 settembre 1629 deceduto)
- Ferdinand de Neufville de Villeroy † (13 giugno 1644 - 20 novembre 1646 succeduto vescovo di Saint-Malo)
- Johann Sternenberg † (7 ottobre 1647 - 7 settembre 1662 deceduto)
- János József de Camillis, O.S.B.M. † (5 novembre 1689 - 22 agosto 1706 deceduto)
- Ludwik Tolibowski † (10 dicembre 1691 - 1696 deceduto)
- Ferdinand Schröffel † (3 dicembre 1696 - 23 agosto 1702 deceduto)
- Francisco José Castillo Albaráñez † (5 ottobre 1716 - ?)
- Stanisław Dekowski † (30 settembre 1850 - 27 aprile 1854 deceduto)
- Pierre-Jean-Joseph Soubiranne † (22 dicembre 1871 - 27 febbraio 1880 nominato vescovo di Belley)
- Simon Aichner † (25 settembre 1882 - 10 novembre 1884 confermato vescovo di Bressanone)
- Ildebrando Vannucci, O.S.B. † (30 giugno 1942 - 22 agosto 1955 deceduto)
- Cesario D'Amato, O.S.B. † (7 novembre 1955 - 23 agosto 2000 deceduto)